# Castilia heliconoides
Castilia heliconoides är en fjärilsart som beskrevs av Butler 1877. Castilia heliconoides ingår i släktet Castilia och familjen praktfjärilar. Inga underarter finns listade i Catalogue of Life.